# Élections cantonales de 1958 dans le Finistère
Les élections cantonales françaises de 1958 ont eu lieu les 20 et 27 avril 1958.

## Contexte départemental

### Assemblée départementale sortante
| Parti                                            | Sigle | Élus |
| ------------------------------------------------ | ----- | ---- |
| Majorité (33 sièges)                             |       |      |
| Centre national des indépendants et paysans      | CNIP  | 18   |
| Mouvement républicain populaire                  | MRP   | 15   |
| Opposition (10 sièges)                           |       |      |
| Parti socialiste unifié                          | PSU   | 3    |
| Parti républicain, radical et radical-socialiste | Rad.  | 3    |
| Section française de l'Internationale ouvrière   | SFIO  | 1    |
| Parti communiste français                        | PCF   | 2    |
| Union pour la nouvelle République                | UNR   | 1    |
| Président du conseil général                     |       |      |
| Jean Crouan (CNIP)                               |       |      |

## Résultats à l’échelle du département

### Résultats en nombre de sièges
| Parti | Sièges mis en jeu | Élus | Évolution |
| ----- | ----------------- | ---- | --------- |
| SFIO  | 2                 | 4    | +2        |
| PCF   | 1                 | 1    | =         |
| CNIP  | 7                 | 6    | -1        |
| PR    | 2                 | 1    | -1        |
| MRP   | 8                 | 9    | +1        |
| UDSR  | 1                 | 0    | -1        |

### Assemblée départementale élue
| Parti                                            | Sigle | Élus |
| ------------------------------------------------ | ----- | ---- |
| Majorité (33 sièges)                             |       |      |
| Centre national des indépendants et paysans      | CNIP  | 17   |
| Mouvement républicain populaire                  | MRP   | 16   |
| Opposition (10 sièges)                           |       |      |
| Parti socialiste unifié                          | PSU   | 3    |
| Parti républicain, radical et radical-socialiste | Rad.  | 2    |
| Section française de l'Internationale ouvrière   | SFIO  | 2    |
| Parti communiste français                        | PCF   | 2    |
| Union pour la nouvelle République                | UNR   | 1    |
| Président du conseil général                     |       |      |
| Jean Crouan (CNIP)                               |       |      |

## Résultats par canton

### Canton de Brest-1
| Candidats | Candidats      | Étiquette | Premier tour | Premier tour | Second tour | Second tour |
| Candidats | Candidats      | Étiquette | Voix         | %            | Voix        | %           |
| --------- | -------------- | --------- | ------------ | ------------ | ----------- | ----------- |
|           | Robert Gravot  | SFIO      | 1 721        | 23,90        | 3 568       | 51,54       |
|           | Jean Kéraudy   | MRP       | 1 642        | 22,80        | 3 351       | 48,46       |
|           | Yves Pouliquen | CNIP      | 1 526        | 21,19        |             |             |
|           | Henri Menés    | PCF       | 1 356        | 18,83        |             |             |
|           | Eugène Roudaut | CNIP      | 661          | 9,18         |             |             |
|           | Daniel Keller  | UDCA      | 296          | 4,11         |             |             |
|           |                |           |              |              |             |             |
| Inscrits  | Inscrits       | Inscrits  | 12 968       | 100,00       | 12 968      | 100,00      |
| Votants   | Votants        | Votants   | 7 284        | 56,17        | 7 043       | 54,31       |
| Exprimés  | Exprimés       | Exprimés  | 7 202        | 98,87        | 6 923       | 98,30       |

### Canton de Briec
| Candidats | Candidats       | Étiquette | Premier tour | Premier tour | Second tour | Second tour |
| Candidats | Candidats       | Étiquette | Voix         | %            | Voix        | %           |
| --------- | --------------- | --------- | ------------ | ------------ | ----------- | ----------- |
|           | Yves Gouérou *  | CNIP      | 1 823        | 42,21        | 2 719       | 82,17       |
|           | Pierre Stéphant | MRP       | 1 190        | 27,55        |             |             |
|           | Alain Barré     | Rad-Soc   | 1 027        | 23,78        |             |             |
|           | Pierre Jaouen   | PCF       | 279          | 6,46         |             |             |
|           |                 |           |              |              |             |             |
| Inscrits  | Inscrits        | Inscrits  | 5 800        | 100,00       | 5 800       | 100,00      |
| Votants   | Votants         | Votants   | 4 391        | 75,71        | 3 309       | 57,05       |
| Exprimés  | Exprimés        | Exprimés  | 4 319        | 98,36        | 2 746       | 82,99       |

*sortant

### Canton de Châteaulin
| Candidats | Candidats        | Étiquette     | Premier tour | Premier tour | Second tour | Second tour |
| Candidats | Candidats        | Étiquette     | Voix         | %            | Voix        | %           |
| --------- | ---------------- | ------------- | ------------ | ------------ | ----------- | ----------- |
|           | Jean Crouan *    | CNIP (ex RPF) | 4 008        | 41,78        | 5 673       | 63,93       |
|           | Édouard Le Jeune | MRP           | 2 600        | 27,11        |             |             |
|           | Hervé Mao        | SFIO          | 1 746        | 18,21        | 3 142       | 36,07       |
|           | Yvon Pann        | PCF           | 666          | 6,94         |             |             |
|           | Yves Colin       | CNIP          | 569          | 5,93         |             |             |
|           |                  |               |              |              |             |             |
| Inscrits  | Inscrits         | Inscrits      | 12 349       | 100,00       | 12 349      | 100,00      |
| Votants   | Votants          | Votants       | 9 702        | 78,57        | 9 101       | 73,70       |
| Exprimés  | Exprimés         | Exprimés      | 9 590        | 98,85        | 8 874       | 97,51       |

*sortant

### Canton de Châteauneuf-du-Faou
| Candidats | Candidats         | Étiquette | Premier tour | Premier tour | Second tour | Second tour |
| Candidats | Candidats         | Étiquette | Voix         | %            | Voix        | %           |
| --------- | ----------------- | --------- | ------------ | ------------ | ----------- | ----------- |
|           | Germain Chaussy * | MRP       | 2 791        | 34,98        | 4 445       | 57,56       |
|           | Maurice Hourmant  | CNIP      | 2 720        | 34,09        |             |             |
|           | Yves Blanchard    | PCF       | 2 469        | 30,94        | 3 277       | 42,44       |
|           |                   |           |              |              |             |             |
| Inscrits  | Inscrits          | Inscrits  | 12 585       | 100,00       | 12 585      | 100,00      |
| Votants   | Votants           | Votants   | 8 037        | 63,86        | 7 844       | 62,33       |
| Exprimés  | Exprimés          | Exprimés  | 7 980        | 99,29        | 7 722       | 98,45       |

*sortant

### Canton de Douarnenez
| Candidats | Candidats                    | Étiquette | Premier tour | Premier tour |
| Candidats | Candidats                    | Étiquette | Voix         | %            |
| --------- | ---------------------------- | --------- | ------------ | ------------ |
|           | Marcel Arnous des Saulsays * | MRP       | 6 382        | 51,02        |
|           | Joseph Pencalet              | PCF       | 3 728        | 29,80        |
|           | Jean Peuziat                 | JR        | 2 398        | 19,17        |
|           |                              |           |              |              |
| Inscrits  | Inscrits                     | Inscrits  | 18 779       | 100,00       |
| Votants   | Votants                      | Votants   | 12 792       | 68,12        |
| Exprimés  | Exprimés                     | Exprimés  | 12 510       | 97,80        |

*sortant

### Canton du Faou
Yves Bourhis (Rad-Soc) réélu en 1951 est mort en 1955. Suzanne Ploux (ex RPF) lui a succédé dans une partielle organisée en même temps que le renouvellement de l'autre série en 1955.
| Candidats | Candidats       | Étiquette     | Premier tour | Premier tour |
| Candidats | Candidats       | Étiquette     | Voix         | %            |
| --------- | --------------- | ------------- | ------------ | ------------ |
|           | Suzanne Ploux * | CNIP (ex RPF) | 2 525        | 57,87        |
|           | Louis Balay     | SFIO          | 1 368        | 31,36        |
|           | Pierre Sizun    | PCF           | 470          | 10,77        |
|           |                 |               |              |              |
| Inscrits  | Inscrits        | Inscrits      | 5 843        | 100,00       |
| Votants   | Votants         | Votants       | 4 412        | 75,51        |
| Exprimés  | Exprimés        | Exprimés      | 4 363        | 98,89        |

*sortant

### Canton d'Huelgoat
| Candidats | Candidats         | Étiquette | Premier tour | Premier tour |
| Candidats | Candidats         | Étiquette | Voix         | %            |
| --------- | ----------------- | --------- | ------------ | ------------ |
|           | Alphonse Penven * | PCF       | 3 420        | 81,90        |
|           |                   |           |              |              |
| Inscrits  | Inscrits          | Inscrits  | 6 863        | 100,00       |
| Votants   | Votants           | Votants   | 4 176        | 60,85        |
| Exprimés  | Exprimés          | Exprimés  | 3 472        | 83,15        |

*sortant

### Canton de Landerneau
| Candidats | Candidats          | Étiquette | Premier tour | Premier tour | Second tour | Second tour |
| Candidats | Candidats          | Étiquette | Voix         | %            | Voix        | %           |
| --------- | ------------------ | --------- | ------------ | ------------ | ----------- | ----------- |
|           | Hervé Creff *      | MRP       | 6 461        | 49,90        | 7 024       | 53,25       |
|           | Jean-Louis Rolland | SFIO      | 5 085        | 39,28        | 6 167       | 46,75       |
|           | Henri Roudot       | PCF       | 1 400        | 10,81        |             |             |
|           |                    |           |              |              |             |             |
| Inscrits  | Inscrits           | Inscrits  | 19 640       | 100,00       | 19 633      | 100,00      |
| Votants   | Votants            | Votants   | 13 214       | 67,28        | 13 331      | 67,90       |
| Exprimés  | Exprimés           | Exprimés  | 12 948       | 97,99        | 13 191      | 98,95       |

*sortant

### Canton de Landivisiau
| Candidats | Candidats         | Étiquette     | Premier tour | Premier tour |
| Candidats | Candidats         | Étiquette     | Voix         | %            |
| --------- | ----------------- | ------------- | ------------ | ------------ |
|           | Joseph Pinvidic * | CNIP (ex RPF) | 5 391        | 89,79        |
|           | Marcel Lucas      | PCF           | 613          | 10,21        |
|           |                   |               |              |              |
| Inscrits  | Inscrits          | Inscrits      | 8 423        | 100,00       |
| Votants   | Votants           | Votants       | 6 300        | 74,80        |
| Exprimés  | Exprimés          | Exprimés      | 6 004        | 95,30        |

*sortant

### Canton de Lesneven
Fernand Le Corre (CNIP), est décédé en 1952. À la suite de l'élection partielle qui a suivi, Eugène Calvez (MRP) est élu.  
| Candidats | Candidats       | Étiquette | Premier tour | Premier tour |
| Candidats | Candidats       | Étiquette | Voix         | %            |
| --------- | --------------- | --------- | ------------ | ------------ |
|           | Eugène Calvez * | MRP       | 6 990        | 76,75        |
|           | Goulven Prémel  | SFIO      | 1 919        | 21,07        |
|           | Pierre Cauzien  | PCF       | 199          | 2,19         |
|           |                 |           |              |              |
| Inscrits  | Inscrits        | Inscrits  | 12 395       | 100,00       |
| Votants   | Votants         | Votants   | 9 242        | 74,56        |
| Exprimés  | Exprimés        | Exprimés  | 9 108        | 98,55        |

*sortant

### Canton de Morlaix
| Candidats | Candidats       | Étiquette            | Premier tour | Premier tour |
| Candidats | Candidats       | Étiquette            | Voix         | %            |
| --------- | --------------- | -------------------- | ------------ | ------------ |
|           | Jean Le Duc *   | CNIP (ex RPF ex MRP) | 5 031        | 50,18        |
|           | Jean Floch      | SFIO                 | 2 802        | 27,94        |
|           | François Paugam | PCF                  | 2 193        | 21,88        |
|           |                 |                      |              |              |
| Inscrits  | Inscrits        | Inscrits             | 14 444       | 100,00       |
| Votants   | Votants         | Votants              | 10 214       | 70,71        |
| Exprimés  | Exprimés        | Exprimés             | 10 026       | 98,16        |

*sortant

### Canton d'Ouessant
| Candidats | Candidats         | Étiquette | Premier tour | Premier tour |
| Candidats | Candidats         | Étiquette | Voix         | %            |
| --------- | ----------------- | --------- | ------------ | ------------ |
|           | André Colin *     | MRP       | 950          | 95,57        |
|           | Fernand Échardour | PCF       | 39           | 4,43         |
|           |                   |           |              |              |
| Inscrits  | Inscrits          | Inscrits  | 1 446        | 100,00       |
| Votants   | Votants           | Votants   | 1 039        | 71,85        |
| Exprimés  | Exprimés          | Exprimés  | 994          | 95,67        |

*sortant

### Canton de Plogastel-Saint-Germain
| Candidats | Candidats       | Étiquette     | Premier tour | Premier tour |
| Candidats | Candidats       | Étiquette     | Voix         | %            |
| --------- | --------------- | ------------- | ------------ | ------------ |
|           | Joseph Le Coq * | CNIP (ex RPF) | 5 142        | 52,71        |
|           | Noël Larzul     | Rad-Soc       | 2 460        | 25,22        |
|           | Pierre Riou     | PCF           | 2 053        | 21,04        |
|           |                 |               |              |              |
| Inscrits  | Inscrits        | Inscrits      | 13 462       | 100,00       |
| Votants   | Votants         | Votants       | 9 799        | 72,99        |
| Exprimés  | Exprimés        | Exprimés      | 9 655        | 98,53        |

*sortant

### Canton de Ploudiry
| Candidats | Candidats        | Étiquette  | Premier tour | Premier tour |
| Candidats | Candidats        | Étiquette  | Voix         | %            |
| --------- | ---------------- | ---------- | ------------ | ------------ |
|           | Pierre Abéguilé  | Paysan/MRP | 1 262        | 52,58        |
|           | Marcel Boucher * | CNIP       | 833          | 34,71        |
|           | Louis Cann       | DVG        | 200          | 8,33         |
|           | Eugène Rault     | PCF        | 105          | 4,38         |
|           |                  |            |              |              |
| Inscrits  | Inscrits         | Inscrits   | 2 998        | 100,00       |
| Votants   | Votants          | Votants    | 2 425        | 80,89        |
| Exprimés  | Exprimés         | Exprimés   | 2 400        | 98,97        |

*sortant

### Canton de Plouigneau
| Candidats | Candidats      | Étiquette | Premier tour | Premier tour | Second tour | Second tour |
| Candidats | Candidats      | Étiquette | Voix         | %            | Voix        | %           |
| --------- | -------------- | --------- | ------------ | ------------ | ----------- | ----------- |
|           | Yves Le Lann * | SFIO      | 2 117        | 45,93        | 2 669       | 68,93       |
|           | François Morin | PCF       | 1 396        | 30,29        |             |             |
|           | Robert Quiguer | App.MRP   | 1 096        | 23,78        | 1 198       | 31,07       |
|           |                |           |              |              |             |             |
| Inscrits  | Inscrits       | Inscrits  | 6 680        | 100,00       | 6 680       | 100,00      |
| Votants   | Votants        | Votants   | 4 701        | 70,37        | 3 994       | 59,79       |
| Exprimés  | Exprimés       | Exprimés  | 4 609        | 98,04        | 3 872       | 96,95       |

*sortant

### Canton de Pont-Aven
Jacques Cadoret (Rad-Soc ex RPF) ne se représente pas. 
| Candidats | Candidats     | Étiquette | Premier tour | Premier tour | Second tour | Second tour |
| Candidats | Candidats     | Étiquette | Voix         | %            | Voix        | %           |
| --------- | ------------- | --------- | ------------ | ------------ | ----------- | ----------- |
|           | Louis Orvoën  | MRP       | 3 192        | 44,23        | 4 242       | 59,93       |
|           | Louis Pensec  | SFIO      | 1 464        | 20,29        | 2 836       | 40,07       |
|           | Louis Bisquay | PCF       | 1 436        | 19,90        |             |             |
|           | Joseph Tanguy | CNIP      | 1 125        | 15,59        |             |             |
|           |               |           |              |              |             |             |
| Inscrits  | Inscrits      | Inscrits  | 12 292       | 100,00       | 12 292      | 100,00      |
| Votants   | Votants       | Votants   | 7 325        | 59,59        | 7 170       | 58,33       |
| Exprimés  | Exprimés      | Exprimés  | 7 217        | 98,53        | 7 079       | 98,73       |

### Canton de Quimper
Joseph Halléguen (RPF) meurt en 1955. Une partielle est organisée en même que le renouvellement de l'autre moitié du conseil. René Coadou (MRP) est élu.
| Candidats | Candidats      | Étiquette | Premier tour | Premier tour | Second tour | Second tour |
| Candidats | Candidats      | Étiquette | Voix         | %            | Voix        | %           |
| --------- | -------------- | --------- | ------------ | ------------ | ----------- | ----------- |
|           | René Coadou *  | MRP       | 6 571        | 32,79        | 12 252      | 65,15       |
|           | Hervé Nader    | CNIP      | 4 557        | 22,77        |             |             |
|           | René Guillamet | PCF       | 3 844        | 19,18        | 6 548       | 34,85       |
|           | Yves Thépot    | SFIO      | 3 600        | 17,96        |             |             |
|           | Pierre Burin   | Rad-Soc   | 1 466        | 7,32         |             |             |
|           |                |           |              |              |             |             |
| Inscrits  | Inscrits       | Inscrits  | 29 112       | 100,00       | 29 106      | 100,00      |
| Votants   | Votants        | Votants   | 20 357       | 69,93        | 19 299      | 66,31       |
| Exprimés  | Exprimés       | Exprimés  | 20 039       | 98,44        | 18 807      | 97,45       |

*sortant

### Canton de Quimperlé
| Candidats | Candidats           | Étiquette | Premier tour | Premier tour | Second tour | Second tour |
| Candidats | Candidats           | Étiquette | Voix         | %            | Voix        | %           |
| --------- | ------------------- | --------- | ------------ | ------------ | ----------- | ----------- |
|           | Alain Le Louédec *  | UDSR      | 2 347        | 33,51        | 3 213       | 45,81       |
|           | Julien Le Grévellec | SFIO      | 2 236        | 31,93        | 3 317       | 47,29       |
|           | Jean Droal          | PCF       | 1 447        | 20,66        |             |             |
|           | Jean Coché          | MOB       | 974          | 13,91        |             |             |
|           | Ernest Morvezen     | App.MRP   | -            | -            | 484         | 6,90        |
|           |                     |           |              |              |             |             |
| Inscrits  | Inscrits            | Inscrits  | 10 726       | 100,00       | 10 713      | 100,00      |
| Votants   | Votants             | Votants   | 7 093        | 66,13        | 7 147       | 66,71       |
| Exprimés  | Exprimés            | Exprimés  | 7 004        | 98,75        | 7 014       | 98,14       |

*sortant

### Canton de Saint-Renan
| Candidats | Candidats     | Étiquette | Premier tour | Premier tour |
| Candidats | Candidats     | Étiquette | Voix         | %            |
| --------- | ------------- | --------- | ------------ | ------------ |
|           | Paul Lareur * | MRP       | 6 868        | 86,90        |
|           | Lucien Lescop | UDCA      | 426          | 5,39         |
|           | Aimée Quellec | Paysan    | 346          | 4,36         |
|           | Jean Carer    | PCF       | 258          | 3,27         |
|           |               |           |              |              |
| Inscrits  | Inscrits      | Inscrits  | 11 075       | 100,00       |
| Votants   | Votants       | Votants   | 8 074        | 72,90        |
| Exprimés  | Exprimés      | Exprimés  | 7 903        | 97,88        |

*sortant

### Canton de Scaër
Joseph Croissant (MRP) meurt en 1954. Pierre Le Bourhis (CNIP) est élu lors de l'élection partielle qui a suivi.
| Candidats | Candidats           | Étiquette | Premier tour | Premier tour |
| Candidats | Candidats           | Étiquette | Voix         | %            |
| --------- | ------------------- | --------- | ------------ | ------------ |
|           | Pierre Le Bourhis * | CNIP      | 3 114        | 52,56        |
|           | Pierre Salaün       | PCF       | 2 811        | 47,44        |
|           |                     |           |              |              |
| Inscrits  | Inscrits            | Inscrits  | 7 627        | 100,00       |
| Votants   | Votants             | Votants   | 6 015        | 78,87        |
| Exprimés  | Exprimés            | Exprimés  | 5 925        | 98,50        |

*sortant

### Canton de Sizun
| Candidats | Candidats          | Étiquette | Premier tour | Premier tour |
| Candidats | Candidats          | Étiquette | Voix         | %            |
| --------- | ------------------ | --------- | ------------ | ------------ |
|           | François Manac'h * | SFIO      | 2 292        | 88,73        |
|           | Guy Lagadec        | PCF       | 133          | 5,15         |
|           |                    |           |              |              |
| Inscrits  | Inscrits           | Inscrits  | 3 958        | 100,00       |
| Votants   | Votants            | Votants   | 2 970        | 75,04        |
| Exprimés  | Exprimés           | Exprimés  | 2 583        | 86,97        |

*sortant

### Canton de Taulé
| Candidats | Candidats         | Étiquette | Premier tour | Premier tour |
| Candidats | Candidats         | Étiquette | Voix         | %            |
| --------- | ----------------- | --------- | ------------ | ------------ |
|           | Jean-Yves Corre * | Rad       | 3 166        | 66,32        |
|           | François Caroff   | MRP       | 955          | 20,00        |
|           | Marcel Cléac'h    | UDCA      | 363          | 7,60         |
|           | Jean Prouff       | PCF       | 245          | 5,13         |
|           | Louis Quéguiner   | CNIP      | 44           | 0,92         |
|           |                   |           |              |              |
| Inscrits  | Inscrits          | Inscrits  | 6 587        | 100,00       |
| Votants   | Votants           | Votants   | 4 832        | 73,36        |
| Exprimés  | Exprimés          | Exprimés  | 4 774        | 98,80        |

*sortant